# Список умерших в 540 году

## Октябрь
- 30 октября — Герман, святой, епископ Капуи (516—540).

## Дата смерти неизвестна или требует уточнения
- Бодхидхарма, первый патриарх чань-буддизма, основатель учения чань (дзэн), 28-й патриарх буддизма.
- Буддапалита, индийский философ, буддийский монах, последователь Нагарджуны и комментатор Нагарджуны и Арьядэвы.
- Ведаст, святой Римско-Католической Церкви, первый епископ Арраса и Камбре.
- Гурин Стриженая борода, правитель Мейрионита (500—540), суб-королевства, подчиненного Королевству Гвинет.
- Давид Солунский, греческий святой, почитаемый в лике преподобных.
- Дигнага, индийский мыслитель, буддийский монах, принадлежащий школе йогачара, основатель индийской буддийской логики.
- Ильтуд, валлийский святой.
- Калеб, царь Аксума (514—530).
- Кесария Арльская, сестра святого Кесария, митрополита Арльского.
- Кинлас Рыжий, правитель Роса (около 520—540 гг), суб-королевства, вассального по отношению к Гвинеду.
- Пасген, правитель Поуиса.
- Паул ап Глиуис, правитель Пенихена (480—540).
- Попхын, 23-й ван Силла, одного из трёх государств Корейского полуострова.
- Ригенеу ап Райн, король Брихейниога.
- Фома Эдесский, богослов Церкви Востока, автор произведений на сирийском языке, большинство из которых утрачены.
- Энда Аранский, святой Аранский.